# Disco Extravaganza
Disco Extravaganza è il primo album in studio del gruppo musicale svedese Army of Lovers, pubblicato nel 1990.

## Tracce
1. Birds of Prey – 1:10
2. Ride the Bullet – 4:20
3. Supernatural – 4:09
4. Viva la Vogue – 3:33
5. Shoot That Laserbeam (Re-Recorded Version) – 4:24
6. Love Me Like a Loaded Gun (1990 remix) – 4:57
7. Baby's Got a Neutron Bomb (1990 remix) – 3:23
8. Love Revolution – 4:02
9. Scorpio Rising – 4:32
10. Mondo Trasho – 4:23
11. Dog – 3:59
12. My Army of Lovers – 3:27